# Бахиево
Бахиево — опустевшая деревня в Слободском районе Кировской области в составе Закаринского сельского поселения.

## География
Находится на расстоянии примерно 27 км по прямой на юго-восток от районного центра города Слободской.

## История
Была известна с 1719 года как деревня Бахиевская с населением 15 душ. В 1764 году здесь учтен был 41 житель. В 1873 году в деревне было учтено дворов 8 и жителей 69, в 1905 14 и 114, в 1926 19 и 137, в 1950 19 и 50 соответственно. В 1989 году уже не было учтено постоянных жителей. 

## Население
Постоянное население  не было учтено как в 2002 году, так и в 2010.